# Yassine Meriah
Yassine Meriah (ur. 2 lipca 1993 w Tunisie) – tunezyjski piłkarz występujący na pozycji obrońcy w tunezyjskim klubie Espérance Tunis oraz w reprezentacji Tunezji. Wychowanek AS Ariana, w swojej karierze grał także w ES Métlaoui.